# 共和愛國聯盟
共和愛國聯盟（法語：Rassemblement Patriotique Républicain）是北非國家阿爾及利亞的一個小型政黨，他在2007年5月17日舉行的全國人民議會選舉中得到1.47%選票，因而獲得議會內389個議席當中的2席。